# Pestwurzeule

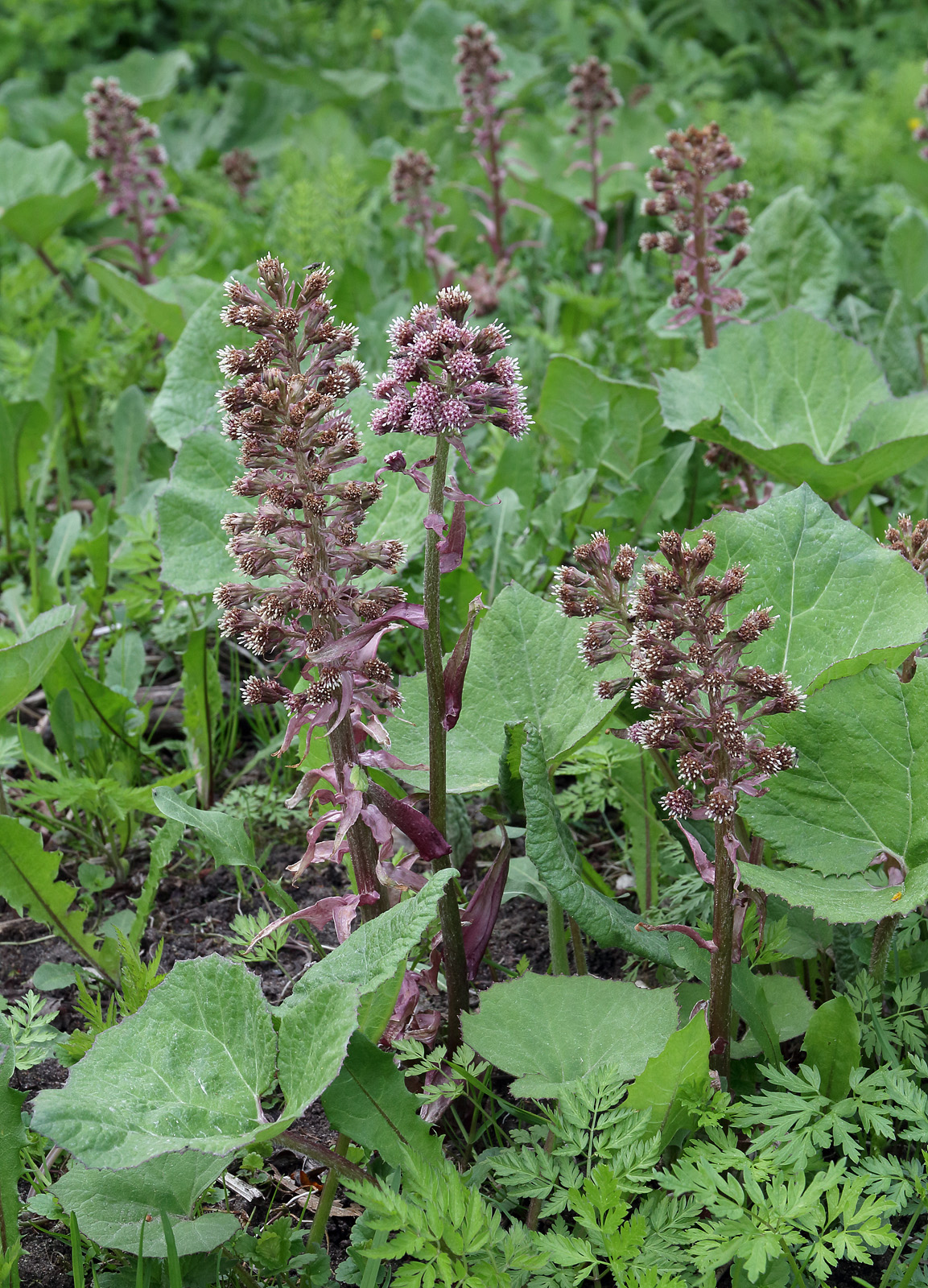
Gewöhnliche Pestwurz, die Hauptnahrungspflanze der Raupen

Die Pestwurzeule (Hydraecia petasitis), auch Pestwurz-Markeule oder Pestwurzflur-Markeule genannt, ist ein Schmetterling (Nachtfalter) aus der Familie der Eulenfalter (Noctuidae). Der früher in der Literatur zuweilen verwendete Name Hydroecia petasitis ist zwar sprachlich korrekter, jedoch im Sinne der Nomenklaturregeln eine jüngere, unberechtigte Schreibweise.  Der Artname leitet sich von den Pestwurzen (Petasites), den Raupennahrungspflanzen ab.

## Merkmale
Die Flügelspannweite der Falter beträgt 36 bis 55 Millimeter, wobei die Weibchen deutlich größer als die Männchen sind. Die Vorderflügeloberseite hat eine graubraune bis purpurgraue Farbe. Das Mittelfeld ist etwas verdunkelt, Makel sind undeutlich. Die Hinterflügeloberseite ist graubraun gefärbt und zeigt eine schwach ausgeprägte dunkle Mittellinie.

### Raupe
Die Raupen sind leicht glasig, hell blaugrau bis ockerfarben und zeigen schwarze Punktwarzen. Das Rückengefäß ist schwach dunkel durchschimmernd. Kopf, Brustbeine, Hals- und Afterschild sind braun.

### Ähnliche Arten
Weitere Falter aus der Gattung Hydraecia sind im Durchschnitt kleiner und kontrastreicher gezeichnet als Hydraecia petasitis.

## Verbreitung und Lebensraum
Die Verbreitung der Pestwurzeule erstreckt sich lokal durch die Mitte Europas bis nach Ostasien. In Sibirien und Japan ist sie durch die Unterart Hydraecia petasitis amurensis vertreten. Hauptlebensraum der Art sind Ufergebiete an Bächen, Flüssen, Teichen und Seen, feuchte Waldränder, Auen sowie moorige Wiesen und Täler.

## Lebensweise
Die dämmerungs- und nachtaktiven Falter fliegen überwiegend von Mitte August bis Mitte September. Sie fliegen niedrig über Pflanzen zwischen den großen Blättern oder über die Wasseroberfläche. Nur selten besuchen sie künstliche Lichtquellen oder Köder und wurden nicht beim Saugen an Blüten beobachtet. Diese unauffällige Lebensweise dürfte auch ein Grund dafür sein, dass die Falter relativ selten nachgewiesen werden. Wesentlich zahlreicher wurden die Raupen und Puppen gefunden, die jedoch oftmals von Parasiten befallen sind und somit keine Imagines ergeben. Die Raupen ernähren sich bevorzugt von der Gewöhnlichen Pestwurz (Petasites hybridus). Anfangs leben sie in den Stängeln, später in den Wurzelknollen. Sie verpuppen sich meist am Wurzelstock dicht unter der Erdoberfläche, gelegentlich auch direkt im Wurzelstock. Angaben in der Literatur, dass die Art als Raupe überwintert, sind zweifelhaft. Aufgrund der Lebensweise kann von einer Überwinterung im Eistadium ausgegangen werden.